# 塞拉鲁岛

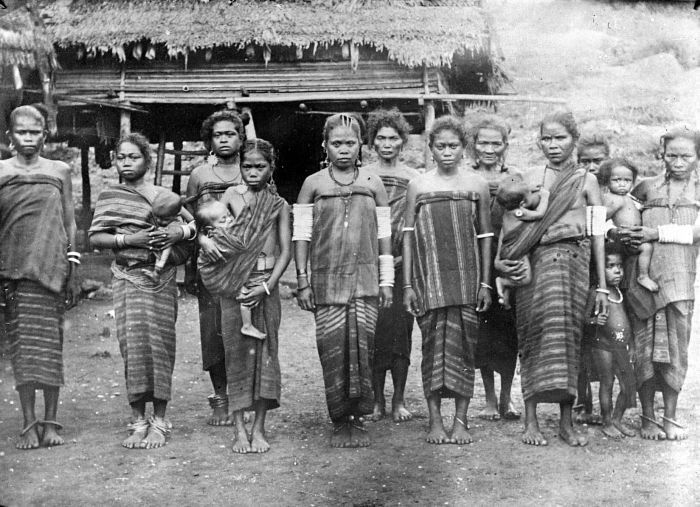
塞拉鲁岛上阿达乌特（Adaoet）的一群妇女

塞拉鲁岛（印尼语：Pulau Selaru）是印度尼西亚马鲁古群岛塔宁巴尔群岛中的一个小岛，位于延德纳岛南部。塞拉鲁岛是2005年政府公布的92个“离岛”中的一员。